# 나이로비풀밭쥐
나이로비풀밭쥐(Arvicanthis nairobae)는 쥐과에 속하는 설치류의 일종이다. 케냐와 탄자니아에서 발견되며, 에티오피아에서도 서식하는 것으로 추정하고 있다. 자연 서식지는 건조 사바나 지역이다.